# Eru laht
Eru laht är en vik på Estlands nordkust och i Finska viken. Den ligger på gränsen mellan Kuusalu kommun i Harjumaa och Vihula kommun i Väst-Virumaa län, 60 km öster om huvudstaden Tallinn. Den avgränsas i väster av halvön Pärispea poolsaar och i öster av halvön Käsmu poolsaar och dess nordvästliga udde Palganeem. 
Inlandsklimat råder i trakten. Årsmedeltemperaturen i trakten är 3 °C. Den varmaste månaden är juli, då medeltemperaturen är 17 °C, och den kallaste är januari, med −11 °C.